# ウォーレン・エイジャックス
ウォーレン・ジュリアス・エイジャックス (Warren Ajax、1921年5月12日 - 2004年12月19日) は、アメリカ合衆国のプロバスケットボール選手である 。彼は1947年から 1948年のミネアポリス・ レイカーズでプレーし、1 試合あたり平均0.3 ポイントを獲得した。